# Liste des tunnels en Slovaquie
Cette liste reprend les tunnels de Slovaquie.

## Ferroviaire

### Train
| Nom                                             | Ligne | Longueur                      | Année                               |
| ----------------------------------------------- | ----- | ----------------------------- | ----------------------------------- |
| Lamačský I                                      | 110   | 703,60 m (594 m depuis 1900)  | 1844-1848                           |
| Lamačský II                                     | 110   | 595,61 m                      | 1900-1902                           |
| Jablonický                                      | 116   | 900 m                         | 1897-1898                           |
| Čachtický                                       | 121   | 249 m                         | 1927                                |
| Poriadsky                                       | 121   | 486 m                         | 1926-1928                           |
| Général Milan Rastislav Štefánik                | 121   | 2 422,9 m                     | 1923-1927                           |
| Handlovský                                      | 145   | 132,6 m                       | 1911-1913                           |
| Pstruhársky                                     | 145   | 380 m                         | 1929-1931                           |
| Hájnický                                        | 145   | 102 m                         | 1930                                |
| Pekelský                                        | 145   | 304 m                         | 1931                                |
| Bralský                                         | 145   | 3 011,6 m                     | 1927-1931                           |
| Štubniansky                                     | 145   | 646 m                         | 1929-1930                           |
| Neresnický                                      | 153   | 230 m                         | 1924                                |
| Pod Vlčokom                                     | 153   | 129 m                         | 1924                                |
| Banskoštiavnický (Kolpašský)                    | 154   | 1 194,5 m                     | 1943-1949                           |
| Kriváňsky                                       | 160   | 321 m                         | 1863-1871 Inutilisé depuis 1980     |
| Píliansky                                       | 160   | 121 m                         | 1863-1871 Inutilisé depuis 1983     |
| Jablonovský                                     | 160   | 3 148 m                       | 1951-1954                           |
| Zlatniansky                                     | 162   | 500 m                         | 1908                                |
| Banskobystrický (Kačický)                       | 170   | 349,8 m                       | 1938                                |
| Dolinský I                                      | 170   | 120 m                         | 1939                                |
| Dolinský II                                     | 170   | 576 m                         | 1939                                |
| Podkanovský I                                   | 170   | 900 m                         | 1938                                |
| Podkanovský II                                  | 170   | 116 m                         | 1939                                |
| Ulmanský I                                      | 170   | 525 m                         | 1939                                |
| Ulmanský II                                     | 170   | 41,04 m                       | 1940                                |
| Ulmanský III                                    | 170   | 67,1 m                        | 1940                                |
| Ulmanský IV                                     | 170   | 50 m                          | 1940                                |
| Ulmanský V                                      | 170   | 64,28 m                       | 1940                                |
| Čabraďský I                                     | 170   | 280 m                         | 1938                                |
| Čabraďský II                                    | 170   | 144 m                         | 1939                                |
| Harmanecký I                                    | 170   | 200 m                         | 1938                                |
| Harmanecký II                                   | 170   | 294 m                         | 1938                                |
| Japeňský I                                      | 170   | 1 133 m                       | 1937-1939                           |
| Japeňský II (Dr. Milan Hodža)                   | 170   | 756 m                         | 1937-1939                           |
| Grehelský I (Dr. Rudolf Bechyně)                | 170   | 1 300 m                       | 1938                                |
| Grehelský II                                    | 170   | 280 m                         | 1938                                |
| Kosiensky                                       | 170   | 70 m                          | 1938                                |
| Rábkynský                                       | 170   | 197 m                         | 1938                                |
| Túfenský                                        | 170   | 50 m                          | 1939                                |
| Čremošniansky (Dr. Edvard Beneš, Andrej Hlinka) | 170   | 4 697,15 m                    | 1936-1940                           |
| Pitelová                                        | 171   | 374,5 m                       | 1870-1872                           |
| Veľká Skalka                                    | 171   | 213 m                         | 1870-1872                           |
| Malá Skalka                                     | 171   | 79,5 m                        | 1870-1872                           |
| Skalica                                         | 171   | 67,3 m                        | 1870-1872                           |
| Kečka                                           | 171   | 338 m                         | 1870-1872                           |
| Bartoška (Lehôtka)                              | 171   | 105,8 m                       | 1870-1872                           |
| Hrenca I                                        | 171   | 481,7 m                       | 1870-1872                           |
| Hrenca II                                       | 171   | 129 m                         | 1934-1940                           |
| Sohler (Sohlengrund)                            | 171   | 658,2 m + galerie 48,6 m      | 1934-1940                           |
| Kremnický                                       | 171   | 121 m                         | 1936-1938                           |
| Blaufuss                                        | 171   | 531 m                         | 1870-1872                           |
| Turček                                          | 171   | 37,7 m                        | 1870-1872                           |
| Telgártsky (Kornelius Stodola, Švermovský)      | 173   | 1 239,4 m                     | 1931-1933                           |
| Hronský                                         | 173   | 250 m                         | 1931-1933                           |
| Besnický                                        | 173   | 848,5 m                       | 1934                                |
| Jarabský I (Krivaňský)                          | 173   | 326 m                         | 1935                                |
| Jarabský II                                     | 173   | 372,2 m                       | 1935                                |
| Stratenský                                      | 173   | 105 m                         | 1935                                |
| Hamrický                                        | 173   | 300 m                         | 1935                                |
| Mlynecký                                        | 173   | 140 m                         | 1935                                |
| Gelnický                                        | 173   | 220 m                         | 1935                                |
| Tisovecký                                       | 174   | 770 m                         | 1940-1944 ouvert en 1949            |
| Ožďanský                                        | 175   | 160 m                         | 1912 plus de trafic depuis 2000     |
| Ťahanovský I                                    | 180   | 277 m                         | 1870 plus de trafic depuis 1955     |
| Ťahanovský II                                   | 180   | 320 m                         | 1951-1954 remplace Ťahanovský II    |
| Margecanský                                     | 180   | 431 m                         | 1872plus de trafic depuis 1955      |
| Ružínsky                                        | 180   | 130 m                         | 1951-1955plus de trafic depuis 1955 |
| Bujanovský                                      | 180   | 3 410,7 m                     | 1951-1955                           |
| Štiavnický                                      | 180   | 158 m                         | 1940-1943                           |
| Kraľovanský I                                   | 180   | 401 m                         | 1871plus de trafic depuis 1949      |
| Kraľovanský II (U Šútovky)                      | 180   | 498 m                         | 1942-1948                           |
| Strečno I                                       | 180   | 318 m                         | 1937-1939                           |
| Strečno II                                      | 180   | 593 m                         | 1937-1939                           |
| Strečno III                                     | 180   | 524 m depuis 1937 524 m       | 1870                                |
| Thurzovský (Oravský)                            | 181   | 98 m                          | 1898                                |
| Miľavský                                        | 185   | 703 m                         | 1943-1966                           |
| Ružbašský                                       | 185   | 453 m                         | 1943-1966                           |
| Lupkowský                                       | 191   | 386 m dont 234 m en Slovaquie | 1871-1874 rénovation 1946           |
| Nemcovský (Pod Petičom)                         | 193   | 450 m                         | 1939-1943                           |
| Strážčanský                                     | 193   | 304,5 m                       | 1939-1942                           |

### Tram
| Nom          | Lignes               | Longueur | Année                                |
| ------------ | -------------------- | -------- | ------------------------------------ |
| Bratislavský | Lignes de Tram 1,5,9 | 792,2 m  | 1943-1948 jusque 1983 tunnel routier |

## Routier
| Nom             | Route | Longueur (m) | État                    |
| --------------- | ----- | ------------ | ----------------------- |
| Branisko        |       | 4975         | Ouvert à la circulation |
| Ovčiarsko       |       | 2367         | Ouvert à la circulation |
| Považský Chlmec |       | 2249         | Ouvert à la circulation |
| Prešov          |       | 2244         | Ouvert à la circulation |
| Sitina          |       | 1440         | Ouvert à la circulation |
| Bôrik           |       | 995          | Ouvert à la circulation |
| Poľana          |       | 898          | Ouvert à la circulation |
| Žilina          |       | 687          | Ouvert à la circulation |
| Horelica        |       | 605          | Ouvert à la circulation |
| Šibenik         |       | 588          | Ouvert à la circulation |
| Svrčinovec      |       | 420          | Ouvert à la circulation |
| Stratenský      |       | 319          | Ouvert à la circulation |
| Lučivná         |       | 250          | Ouvert à la circulation |
| Višňové         |       | 7520         | En construction (2023?) |
| Čebrať          |       | 3619         | En construction (2022)  |
| Bikoš           |       | 1155         | En construction (2023)  |
| Karpaty         |       | 11990        | Planifié                |
| Hradište        |       | 8385         | Planifié                |
| Korbeľka        |       | 5868         | Planifié                |
| Dolný Kubín     |       | 3004 + 1669  | Planifié                |
| Soroška         |       | 4282         | Planifié                |
| Remata          |       | 3060         | Planifié                |
| Prielohy        |       | 2880         | Planifié                |
| Havran          |       | 2807         | Planifié                |
| Plešivec        |       | 2572         | Planifié                |
| Okruhliak       |       | 1917         | Planifié                |
| Biely Potok     |       | 1395         | Planifié                |
| Dargov          |       | 1050         | Planifié                |
| Osada           |       | 142 + 814    | Planifié                |
| Korytnica       |       | 927          | Planifié                |
| Šajba           |       | 650          | Planifié                |
| Chotômka        |       | 595          | Planifié                |
| Biela Skala     |       | 515          | Planifié                |